# Adam Nemec
Adam Nemec (* 2. September 1985 in Banská Bystrica) ist ein slowakischer Fußballspieler. Er steht seit 2021 beim FC Voluntari unter Vertrag.

## Karriere

### Vereinskarriere
Nemec begann seine Karriere  in Žarnovica und spielte später bei ZTS Dubnica. Mit 18 Jahren kam er im Juli 2004 zu MŠK Žilina und war 2004/05 sofort Stammspieler. In der folgenden Spielzeit (2005/06) kam er aufgrund einer Verletzung nur zu 13 Einsätzen in der Corgoň liga, der höchsten slowakischen Fußball-Liga. In der Saison 2006/07 war er für Žilina mit 13 Toren in 21 Spielen maßgeblich am Gewinn der slowakischen Meisterschaft beteiligt. Adam Nemec spielte noch in den ersten beiden Partien der ersten Qualifikationsrunde der Champions League 2007/08 gegen F91 Düdelingen (2:1 und 5:4).
Am 3. August 2007 lieh der FC Erzgebirge Aue Adam Nemec für ein Jahr mit einer Kaufoption von MŠK Žilina aus. Diese konnte aber nach dem Abstieg der Erzgebirger in die neue 3. Liga nicht gezogen werden. Im Sommer 2008 unterschrieb der Angreifer einen Vierjahresvertrag beim belgischen KRC Genk. Dort kam er zumeist zu Kurzeinsätzen.
Im Sommer 2009 wechselte Nemec zum 1. FC Kaiserslautern, der ihn für drei Jahre unter Vertrag nahm. In der 2. Bundesliga gehörte er meistens zur Startaufstellung der Pfälzer und mit fünf Saisontreffern trug er zum Aufstieg in die 1. Bundesliga bei.
Nachdem Nemec seinen Vertrag in Kaiserslautern aufgelöst hatte, wurde er am 27. Januar 2012 vom Zweitligisten FC Ingolstadt 04 verpflichtet, für den er am 4. Februar 2012 unter Trainer Tomas Oral im Spiel gegen Fortuna Düsseldorf debütierte und in der Folgezeit auch regelmäßig für den FCI zum Einsatz kam. Am 11. Mai 2012 gaben die Ingolstädter dann aber dennoch bekannt, dass der auslaufende Vertrag von Nemec nicht verlängert werden würde und er den Verein somit verlassen muss.
Am 24. Juli 2012 gab der 1. FC Union Berlin die Verpflichtung von Nemec mit einer Vertragslaufzeit über zwei Jahre bekannt. Da er die in ihn „gesetzten Erwartungen nicht erfüllte“, erhielt er die Freigabe zum Saisonende 2013/14, wurde nach einem Trainerwechsel jedoch wieder in den Kader aufgenommen.
Im Januar 2015 wechselte Nemec zum New York City FC, mit dem er in der Major League Soccer spielte. Dort gab er sein Debüt am 8. März 2015 im Spiel gegen Orlando City. In den folgenden Spielen stand Nemec immer in der Startaufstellung der Mannschaft. Anfang Mai erlitt er einen Muskelfaserriss und musste zwei Spiele aussetzen. Seit Ende Juli war er nicht mehr im Kader des MLS Franchises, sein Vertrag wurde nicht verlängert.
Am 31. August 2015 wechselte er zum niederländischen Erstligisten Willem II Tilburg. Mit Willem II spielte er in der Saison 2015/16 gegen den Abstieg und sichert sich mit seinem Team den Klassenverbleib in der Relegation. Anschließend war er zwei Monate ohne Engagement, ehe er im September 2016 bei Dinamo Bukarest anheuerte. Knapp zwei Spielzeiten später nahm ihn dann Paphos FC auf Zypern unter Vertrag. In der Saison 2018/19 wurde er Torschützenkönig der First Division.

### Nationalmannschaft
Sein erstes Länderspiel für die Slowakei absolvierte Nemec am 10. Dezember 2006 in Abu Dhabi gegen die Vereinigten Arabischen Emirate (2:1). Sein zweiter Einsatz erfolgte dann beim 1:2 am 9. Februar 2011 gegen Luxemburg. Danach spielte er eine Halbzeit im Freundschaftsspiel gegen Rumänien. Im Jahre 2013 hatte er seine ersten beiden Pflichtspieleinsätze in der WM-Qualifikation gegen Bosnien-Herzegowina und legte dabei ein Tor vor. Das erste Spiel wurde 1:0 gewonnen, das zweite in der Slowakei allerdings 1:2 verloren.
Am 12. Oktober 2015 qualifizierte er sich mit der Nationalmannschaft für die Fußball-Europameisterschaft 2016 und wurde anschließend in das Aufgebot der Slowakei aufgenommen. In den ersten beiden Partien gegen Wales und gegen Russland wurde er jeweils im Schlussdrittel eingewechselt. In den beiden restlichen Partien bis zum Ausscheiden im Achtelfinale kam er nicht mehr zum Einsatz.

## Erfolge
- Slowakischer Meister: 2007
- Belgischer Pokalsieger: 2009
- Rumänischer Ligapokalsieger: 2017